# (230965) 2004 XA192
(230965) 2004 XA192 est un objet transneptunien de la ceinture de Kuiper.

## Caractéristiques
2004 XA192 mesure environ 339 km de diamètre.

## Orbite
L'orbite de 2004 XA192 possède un demi-grand axe de 47,36 ua et une période orbitale d'environ 326 ans. Son périhélie l'amène à 35,488 ua du Soleil et son aphélie l'en éloigne de 59,232 ua.

## Découverte
2004 XA192 a été découvert le 12 décembre 2004.